# Bike (píseň)
„Bike“ je skladba britské rockové skupiny Pink Floyd, napsaná jejich kytaristou a zpěvákem Sydem Barrettem. Poprvé vyšla na debutovém albu kapely s názvem The Piper at the Gates of Dawn v srpnu 1967, kde byla zařazena jako poslední, jedenáctá píseň.

## Kompozice
V textu písně se Syd Barrett vrátil do dětství. Skladba vypráví o chlapci, který ukazují dívce své kolo (které si však půjčil; anglicky bike), plášť, myš bez domova, již pojmenoval Gerald, a skupinku perníkových panáčků, protože ona „patří do jeho světa“. Ke konci písně jí nabídne, že ji vezme do „místnosti hudebních melodií“. Po posledním verši následuje coda – instrumentální sekce, kterou lze označit jako musique concrète. Jedná se o hlučnou koláž oscilátorů, hodin, gongů, zvonů, zvuku houslí a dalších efektů. Konec skladby tvoří zvuk silně zrychleného smíchu. Syd Barrett napsal píseň „Bike“ pro svoji tehdejší přítelkyni Jenny Spiresovou.

## Živé a alternativní verze
Není doloženo žádné živé vystoupení Pink Floyd, kde by byla na repertoáru píseň „Bike“. Dne 10. května 2007 se konal v londýnském Barbican Centre koncert Madcap's Last Laugh na počet Syda Barretta, kterého se zúčastnili i Roger Waters a Pink Floyd ve složení David Gilmour, Rick Wright a Nick Mason. Jako závěrečná píseň zde zazněla právě „Bike“, kterou zahráli a zazpívali všichni tamní účinkující s výjimkou Rogera Waterse. V roce 2018 byla píseň zařazena na program debutového turné skupiny Nick Mason's Saucerful of Secrets.
Nahrávání skladby začalo 21. května 1967, tehdy byla ještě označována jako „The Bike Song“. Píseň vyšla 4. srpna 1967 na albu The Piper at the Gates of Dawn a má délku 3 minuty a 21 sekund. Byla zařazena na kompilacích Relics (1971) a Echoes: The Best of Pink Floyd (2001), vyšla též v box setech, ve kterých bylo obsaženo celé album The Piper at the Gates of Dawn.

## Původní sestava
- Syd Barrett – kytara, zpěv
- Rick Wright – elektronické varhany, piano, vokály
- Roger Waters – baskytara
- Nick Mason – bicí